# Turistická značená trasa 3129
 Turistická značená trasa 3129 je zeleně vyznačená 14,5 kilometru dlouhá pěší trasa Klubu českých turistů vedená z Malé Chuchle k Hálkovu pomníku v Dolních Břežanech. Nejvýše položená místa na trase jsou letiště Točná ve výšce 308 metrů a obec Točná ve výšce 333 metry.
Mnoho let vedla tato trasa pouze od autobusové konečné Na Beránku kolem letiště Točná k Hálkovu pomníku. Nově vyznačený úsek od Branického mostu přes les v Hodkovičkách do Modřanské rokle o délce 4,9 km a dále k modřanské otočce Na Beránku byl slavnostně otevřen ve středu 27. července 2016. KČT původně zamýšlel vést trasu jinudy, avšak narazil na problémy s majiteli pozemků. Proto trasa nakonec vede výhradně přes pozemky, které patří hlavnímu městu, převážně lesy a lesoparky. Úsek od TIM Modřany, Na Beránku k Hálkovu pomníku byl původně číslován jako trasa 3037.

## Popis trasy
Trasa začíná v Malé Chuchli u rozcestníku v ulici Zbraslavská nedaleko zastávky MHD.
Vede podchodem pod ulicí Strakonická podél Mariánsko-Lázeňského potoka a přes Branický most překoná řeku Vltavu. Za nádražím v Braníku přejde železniční trať č. 210 z Prahy do Vraného nad Vltavou a vystoupá do Hodkoviček. Odtud sejde k Zátišskému potoku a východním směrem dojde do Lhotky. Odtud vede jižně na zalesněný vrch Kamýk a dále východně k Přírodní památce V hrobech. Zde se stočí na jih k Meteorologické věži Libuš a dál do Přírodního parku Modřanská rokle – Cholupice. Roklí podél Modřanského potoka dojde k odbočce k sídlišti Baba III, které projde a vystoupá na Cholupický vrch. Přejde Cholupický potok a zalesněným územím dojde až k letišti Točná. Po okraji lesa a poté přes louky vede cesta až do obce Točná, kde se stočí na západ a podél potoka sejde až do Břežanského údolí, kde opustí hlavní město Prahu. Údolím cesta vede až k odbočce, kde spolu s modrou turistickou značenou trasou vystoupá k pomníku Vítězslava Hálka.
| Km   | Místo                    | Navazující a křižující trasy | Nadm. výška |
| ---- | ------------------------ | ---------------------------- | ----------- |
| 0    | Malá Chuchle (rozc.)     | 6006                         | 201 m       |
| 0,5  | Malá Chuchle (bus)       |                              | 192 m       |
| 1,5  | Braník (žst, tram)       |                              | 195 m       |
| 2,5  | Hodkovičky škola         |                              | 242 m       |
| 4,5  | Lhotka u kapličky        |                              | 276 m       |
| 5,5  | Kamýk hájovna            |                              | 287 m       |
| 6,5  | Modřanská rokle (rozc.)  | 1013                         | 260 m       |
| 9    | Modřany Na Beránku (bus) |                              | 267 m       |
| 10,5 | Letiště Točná            | 6004                         | 308 m       |
| 12,5 | Točná                    | 6078                         | 333 m       |
| 14,5 | Hálkův pomník            | 1035                         | 230 m       |

## Zajímavá místa
- Branický most
- Nádraží Praha-Braník

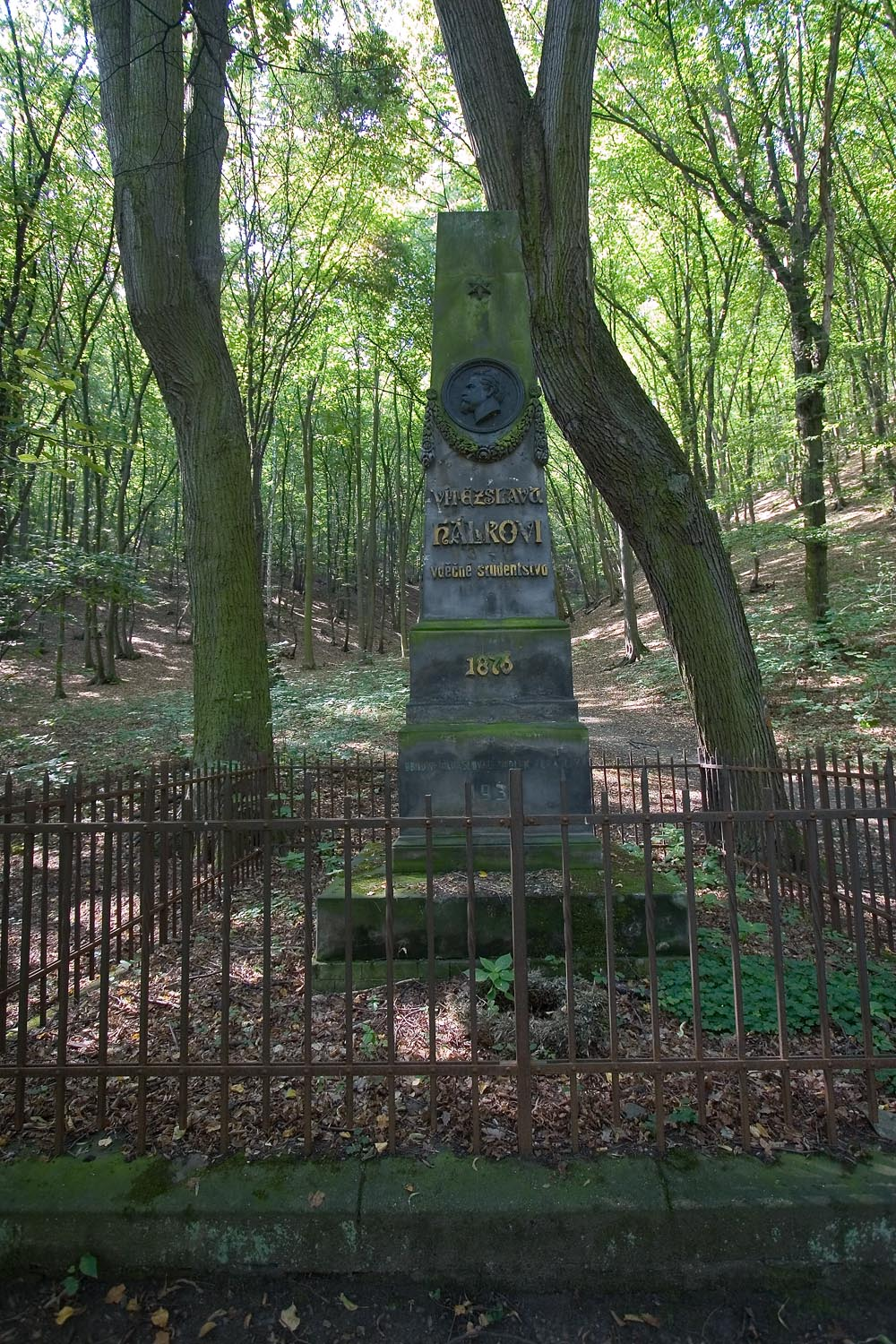
Hálkův pomník v Břežanském údolí

- Stromořadí dubů letních - památné stromy
- Rücklovy sluneční lázně
- Kaple svatého Petra a Pavla ve Lhotce
- Dub v lesním porostu Kamýk
- V hrobech
- Meteorologická věž Libuš
- Modřanská rokle
- Přírodní park Modřanská rokle – Cholupice
- Letiště Točná
- Čihadlo (Hřebeny)
- Dva duby v Točné - památné stromy
- Točenská rokle
- Břežanské údolí
- Břežanský potok (přítok Vltavy)

## Veřejná doprava
Cesta začíná poblíž zastávky MHD Malá Chuchle, vede kolem nádraží Praha-Braník a kolem zastávek MHD Jitřní, Sídliště Lhotka, Lhotecký les, Observatoř Libuš, Na Beránku a Točná. Ulicí Břežanské údolí lze dojít na nádraží Praha-Zbraslav nebo do centra Zbraslavi na zastávku MHD.